# チャンポン (韓国)
チャンポン（朝: 짬뽕）は、韓国の中華料理に分類される麺料理で、主に中華料理店で食べられ、チャジャンミョンと並ぶ人気がある。

## 概要
韓国の「チャンポン」は1960年代後半、日本の郷土料理の「ちゃんぽん」から派生して生まれたものである。「女性中央（여성중앙）」1971年1月号の雑誌に、家庭で作れる中華料理のレシピ特集があり、その中に「チャンポン（짬뽕）」のレシピが掲載されている。以下に原文とその日本語訳のレシピを掲載する。
【原文】
짬뽕
돼지고기(얇게 썬 것) 50g, 오징어(채 썬 것) 50g, 양파 1/2개, 양배추 1/4통, 호박 1/4개, 당근 1/4개, 부추 약간, 죽순 약간, 닭 육수 2컵, 간장 1큰술, 소금 약간, 후춧가루 약간, 식용유 약간, 면 적당량
(만드는 법)
- ① 돼지고기와 오징어는 식용유에 살짝 볶는다.
- ② 냄비에 닭 육수를 붓고 끓으면 ①의 볶은 고기와 오징어, 채 썬 양파, 양배추, 호박, 당근, 죽순을 넣고 끓인다.
- ③ 간장, 소금, 후춧가루로 간을 맞춘다.
- ④ 면을 삶아 그릇에 담고 ③의 국물을 부은 후 부추를 얹는다.

【日本語訳】
チャンポン
豚肉（薄切り）50g、イカ（細切り）50g、玉ねぎ1/2個、キャベツ1/4個、かぼちゃ1/4個、人参1/4個、ニラ少々、筍少々、鶏ガラスープ2カップ、醤油大さじ1、塩少々、胡椒少々、食用油少々、麺適量
（作り方）
- ① 豚肉とイカは食用油で軽く炒める。
- ② 鍋に鶏ガラスープを入れて沸騰したら、①の炒めた肉とイカ、細切りにした玉ねぎ、キャベツ、かぼちゃ、人参、筍を入れて煮る。
- ③ 醤油、塩、胡椒で味を調える。
- ④ 麺を茹でて器に盛り、③のスープを注いでニラを乗せる。

このように明確に日本の「長崎チャンポン」からの派生料理である。
現在の韓国のチャンポンは、スープは豚骨などで取るが、粉唐辛子が入っているので赤く、辛い味付けである。主な具はイカ、エビ、アサリ、カキ、ナマコ、タマネギ、ニンジン、シイタケ、キクラゲ、豚肉などである。白飯にチャンポンのスープと具をかけるとチャンポンパプとなる。
農心、三養食品、オットギがインスタントのチャンポンを製造している。辛くない日式ちゃんぽんもインスタントを中心に販売されている。
なお、『中国の福建式燜麺（メンミエン）が変化して作られた日本の長崎のちゃんぽんと異なり、韓国の仁川のチャンポンは中国の山東式炒碼麺（チャオマミエン）が変化して作られたが、日本統治時代に日本人たちが韓国の清料理店で販売するこの食べ物を見て「ちゃんぽん」と名付けた。』とされることがあるが、誤り。

### 即席麺の調理例

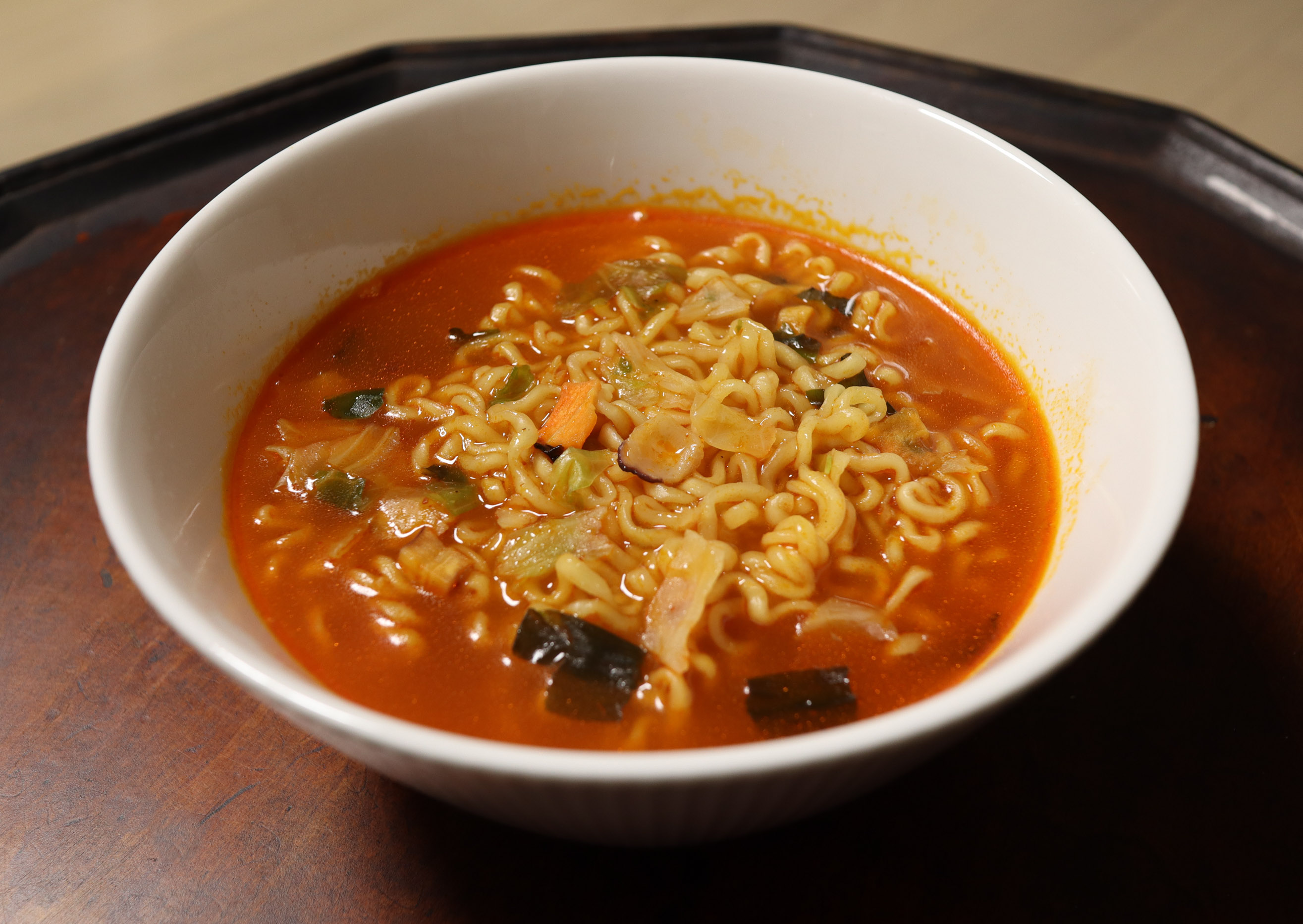
農心「いかチャンポン」
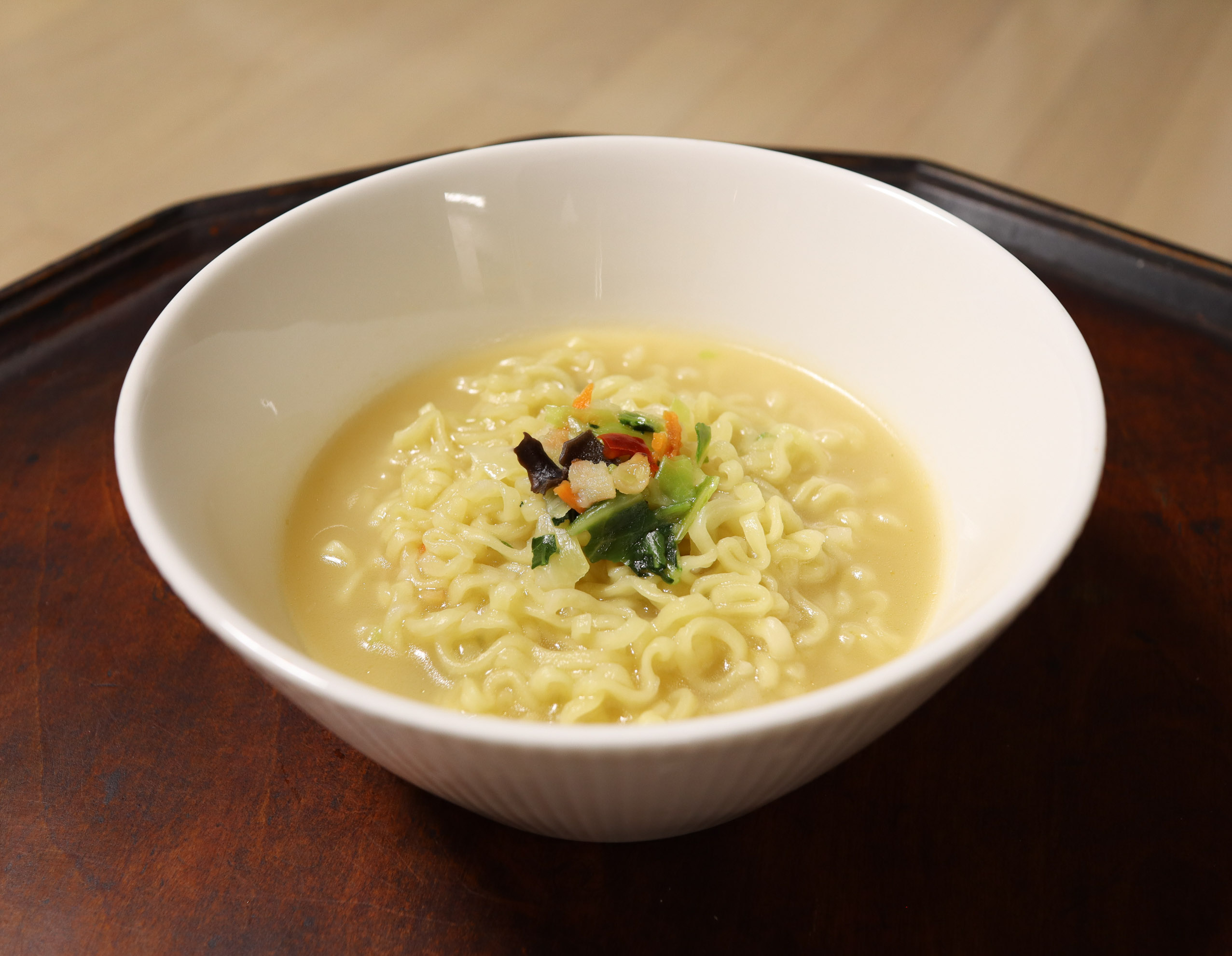
三養食品「長崎ちゃんぽん」
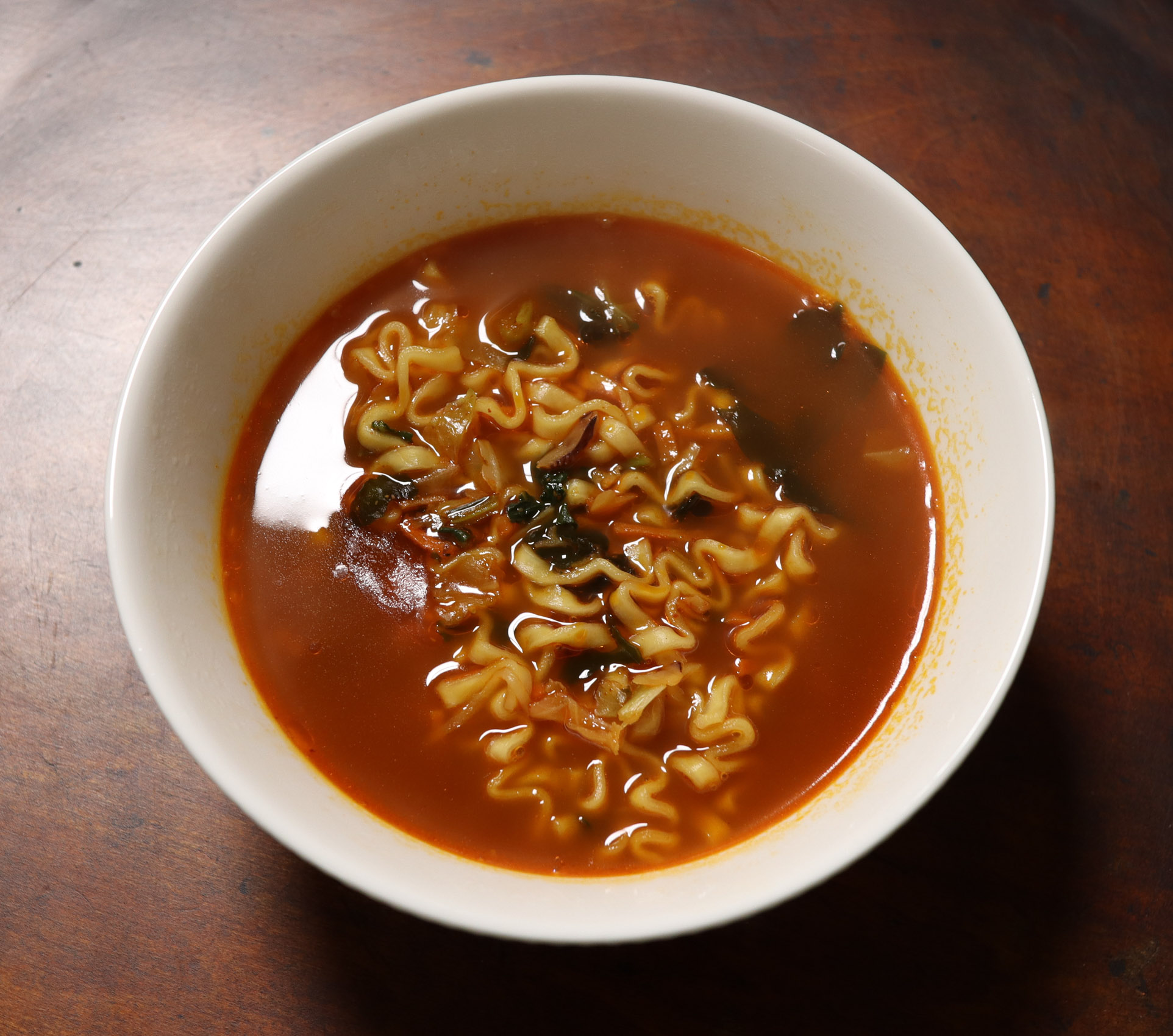
オットギ「ジンチャンポン」